# Ungarns håndboldlandshold (damer)
Ungarns håndboldlandshold for kvinder er det kvindelige landshold i håndbold for Ungarn. Det repræsenterer landet i internationale håndboldturneringer. Det reguleres af Magyar Kézilabda Szövetség. Det vandt VM i 1965 og EM i 2000.

## Resultater

### Olympiske lege
Siden sin debut i 1976 har Ungarn deltaget i OL otte gange. Holdets bedste resultat er en sølvmedalje i 2000 i Sydney.
- 1976:  Bronze
- 1980: 4.-plads
- 1996:  Bronze
- 2000:  Sølv
- 2004: 5.-plads
- 2008: 4.-Plads
- 2012: ikke kvalificeret
- 2016: ikke kvalificeret
- 2020: 7.-plads
- 2024: 6.-plads

### VM
Ungarn deltager normalt ved VM-slutrunderne, med 1990 og 2011 som undtagelser. Det har vundet turneringen en gang i 1965 og har også modtaget fire sølv- og fire bronzemedaljer. I 2003 tabte Ungarn finalen mod Frankrig 32 – 29 efter forlænget spilletid.
- 1957:  Sølv
- 1962: 5.-plads
- 1965:  Guld
- 1971:  Bronze
- 1973: 4.-plads
- 1975:  Bronze
- 1978:  Bronze
- 1982:  Sølv
- 1986: 8.-plads
- 1990: Kvalificerede sig ikke
- 1993: 7.-plads
- 1995:  Sølv
- 1997: 9.-plads
- 1999: 5.-plads
- 2001: 6.-plads
- 2003:  Sølv
- 2005:  Bronze
- 2007: 8.-plads
- 2009: 9.-plads
- 2011: Kvalificerede sig ikke
- 2013: 8.-plads
- 2015: 11.-plads
- 2017: 14.-plads
- 2019: 14.-plads
- 2021: 10.-plads
- 2023: 10.-plads

### EM
Det ungarske håndboldlandshold har deltaget i alle EM-slutrunder, der har fundet sted. Det vandt turneringen i 2000 efter at have slået Ukraine med 32 – 30 i finalen. Derudover er det blevet til tre bronzemedaljer.
- 1994: 4.-plads
- 1996: 10.-plads
- 1998:  Bronze
- 2000:  Guld
- 2002: 5.-plads
- 2004:  Bronze
- 2006: 5.-plads
- 2008: 8.-plads
- 2010: 10.-plads
- 2012:  Bronze
- 2014: 6.-plads
- 2016: 12.-plads
- 2018: 7.-plads
- 2020: 10.-plads
- 2022: 11.-plads
- 2024:  Bronze

## Nuværende trup
Den aktuelle spillertrup til EM i håndbold 2024 i Ungarn, Schweiz og Østrig.
Landstræner: Vladimir Golovin
| Nr. | Navn              | Position     | Alder                      | Kampe | Mål | Klub                      |
| --- | ----------------- | ------------ | -------------------------- | ----- | --- | ------------------------- |
| 4   | Petra Tóvizi      | Stregspiller | 15. marts 1999 (25 år)     | 93    | 112 | Debreceni VSC             |
| 5   | Luca Csíkos       | Playmaker    | 1. januar 2005 (20 år)     | 4     | 8   | Váci NKSE                 |
| 6   | Nadine Schatzl    | Venstre fløj | 19. november 1993 (31 år)  | 133   | 338 | Moyra-Budaörs Handball    |
| 16  | Blanka Bíró       | Målvogter    | 22. september 1994 (30 år) | 132   | 3   | Ferencváros TC            |
| 19  | Gréta Márton      | Venstre fløj | 3. oktober 1999 (25 år)    | 98    | 223 | Ferencváros TC            |
| 28  | Nikolett Papp     | Højre back   | 23. juli 1996 (28 år)      | 65    | 70  | SCM Gloria Buzău          |
| 31  | Zsófi Szemerey    | Målvogter    | 2. juni 1994 (30 år)       | 37    | 1   | Metz Handball             |
| 32  | Noémi Pásztor     | Stregspiller | 2. april 1999 (25 år)      | 51    | 89  | CSM București             |
| 33  | Nikolett Tóth     | Målvogter    | 13. juli 2001 (23 år)      | 9     | 7   | Debreceni VSC             |
| 38  | Petra Vámos       | Playmaker    | 14. september 2000 (24 år) | 87    | 236 | Metz Handball             |
| 42  | Katrin Klujber    | Højre back   | 21. april 1999 (25 år)     | 94    | 506 | Ferencváros TC            |
| 44  | Gréta Kácsor      | Venstre back | 24. april 1999 (25 år)     | 50    | 69  | CS Gloria Bistrița-Năsăud |
| 48  | Dorottya Faluvégi | Højre fløj   | 31. marts 1998 (26 år)     | 50    | 80  | HB Ludwigsburg            |
| 52  | Gréta Juhász      | Venstre back | 2. maj 1998 (26 år)        | 20    | 29  | Váci NKSE                 |
| 58  | Réka Bordás       | Stregspiller | 26. august 1997 (27 år)    | 71    | 58  | Ferencváros TC            |
| 59  | Csenge Kuczora    | Playmaker    | 26. januar 2002 (23 år)    | 56    | 191 | Thüringer HC              |
| 61  | Kinga Janurik     | Målvogter    | 6. november 1991 (33 år)   | 73    | 1   | Ferencváros TC            |
| 66  | Viktória Lukács   | Højre fløj   | 31. oktober 1995 (29 år)   | 136   | 422 | Győri Audi ETO KC         |
| 74  | Petra Simon       | Playmaker    | 12. november 2004 (20 år)  | 37    | 106 | Ferencváros TC            |

### Personale
| Rolle           | Navn                |
| --------------- | ------------------- |
| Landstræner     | Vladimir Golovin    |
| Assistenttræner | Krisztina Pigniczki |
| Målvogtertræner | Norbert Duleba      |
| Læge            | Balázs Lohner       |
| Massør          | Csaba Tímár         |
| Fysioterapeut   | Csaba Szikra-Mezey  |
| Fitnesstræner   | Zoltán Holanek      |

## Tidligere Spillertrupper
VM i 1957 (Andenplads)
Éva Arany, Zsuzsa Béres, Borbála Cselőtei, Árpádné Csicsmányi, Katalin Gardó, Ferencné Geszti, Gyuláné Hanczmann, Magda Jóna, Magda Kiss, Aranka Rachel-Segal, Lídia Simonek, Éva Szendi, Mária Vályi, Erika Wéser. Træner: Bódog Török
VM i 1962 (5.-plads)
Éva Arany, Elemérné Bakó, Márta Balogh, Lajosné Cserháti, Béláné Fodor, Ágnes Hanus, Klára Höbenreich, Magda Jóna, Erzsébet Pásztor, Anna Rothermel, Éva Szendi, Judit Szűcs, Mária Tóth,Ilona Urbán, Zsuzsa Varga, Ágnes Végh. Træner: Bódog Török
VM i 1965 (Vandt)
Ágnes Babos, Márta Balogh, Erzsébet Bognár, Márta Giba, Ágnes Hanus, Mária Holub, Ilona Ignácz, [[Magda Jóna]], Erzsébet Lengyel, Erzsébet Pásztor, Anna Rothermel, Mária Tóth, Zsuzsanna Varga, Ágnes Végh. Træner: Bódog Török
VM i 1971 (Tredjeplads)
Ágnes Babos, Erzsébet Bognár, Ágota Bujdosó, Erzsébet Drozdik, Márta Giba, Klára Horváth, Éva Kovács, Erzsébet Nyári, Mária Polszter, Anna Rothermel, Amália Sterbinszky, Ilona Szabó, Rozália Tomann, Borbála Tóth Harsányi, Katalin Tóth Harsányi. Træner: Bódog Török
VM i 1973 (4.-plads)
Mária Berzsenyi, Ágota Bujdosó, Márta Giba, Klára Horváth, Piroska Németh, Erzsébet Nyári, Márta Pacsai, Anna Rothermel, Amália Sterbinszky, Katalin Tavaszi, Rozália Tomann, Borbála Tóth Harsányi, Katalin Tóth Harsányi, Mária Vanya. Træner: Bódog Török
VM i 1975 (Tredjeplads)
Éva Angyal, Mária Berzsenyi, Ágota Bujdosó, Klára Horváth, Ilona Nagy, Marianna Nagy, Erzsébet Németh, Márta Pacsai, Zsuzsanna Pethő, Ilona Samus, Amália Sterbinszky, Katalin Tavaszi, Rozália Tomann, Katalin Tóth Harsányi, Mária Vanya, Krisztina Wohner. Træner: Bódog Török
Sommer-OL 1976 (Tredjeplads)
Éva Angyal, Mária Berzsenyi, Ágota Bujdosó, Klára Horváth, Ilona Nagy, Marianna Nagy, Erzsébet Németh, Márta Pacsai, Zsuzsanna Pethő, Amália Sterbinszky, Rozália Tomann, Borbála Tóth Harsányi, Katalin Tóth Harsányi, Mária Vanya. Træner: Bódog Török
VM i 1978 (Tredjeplads)
Éva Angyal, Mária Berzsenyi, Éva Bozó, Klára Éliás, Györgyi Győrvári, Mária Hajós, Erika Magyar, Ilona Nagy, Marianna Nagy, Erzsébet Németh, Ilona Samus, Amália Sterbinszky, Anikó Szabadfi, Rozália Tomann, Mária Vanya, Krisztina Wohner. Træner: Bódog Török
Sommer-OL 1980 (4.-plads)
Éva Angyal, Mária Berzsenyi, Klára Bonyhádi, Éva Bozó, Piroska Budai, Györgyi Győrvári, Klára Horváth, Marianna Nagy, Erzsébet Németh, Erzsébet Nyári, Ilona Samus, Amália Sterbinszky, Rozália Tomann, Mária Vanya. Træner: Mihály Lele
VM i 1982 (Andenplads)
Valéria Agocs, Éva Angyal, Ildikó Barna, Klára Bonyhádi, Katalin Gombai, Anna György, Györgyi Győrvári, Klára Horváth, Gabriella Jakab, Marianna Nagy, Erzsébet Németh, Erzsébet Nyári, Zsuzsa Nyári, Mariann Rácz, Amália Sterbinszky, Mária Vanya. Træner: János Csík
VM i 1986 (8.-plads)
Mária Ácsbog, Ildikó Barna, Erika Csapó, Csilla Elekes, Éva Erdős, Marianna Nagy, Erzsébet Németh, Anna György, Éva Kiss, Éva Kovács, Katalin Major, Zsuzsa Nyári, Csilla Orbán, Mariann Rácz, Katalin Szilágyi, Ágota Utasi, Márta Varga. Træner: Zsolt Barabás
VM i 1993 (7.-plads)
Erika Csapó, Edit Csendes, Éva Erdős, Ágnes Farkas, Beáta Hoffmann, Erzsébet Kocsis, Beatrix Kökény, Eszter Mátéfi, Anikó Meksz, Helga Németh, Erika Oravecz, Melinda Szabó, Katalin Szilágyi, Brigitta Szopóczy, Ágota Utasi, Márta Varga. Træner: László Laurencz
EM i 1994 (4.-plads)
Beatrix Balogh, Edit Csendes, Rita Deli, Ágnes Farkas, Rita Hochrajter, Beáta Hoffmann, Erzsébet Kocsis, Beatrix Kökény, Anikó Meksz, Helga Németh, Ildikó Pádár, Anna Szántó, Brigitta Szopóczy, Beatrix Tóth, Ágota Utasi. Træner: László Laurencz
VM i 1995 (Andenplads)
Éva Erdős, Andrea Farkas, Ágnes Farkas, Beáta Hoffmann, Anikó Kántor, Erzsébet Kocsis, Beatrix Kökény, Eszter Mátéfi, Anikó Meksz, Anikó Nagy, Helga Németh, Ildikó Pádár, Beáta Siti, Anna Szántó, Katalin Szilágyi, Beatrix Tóth. Træner: László Laurencz
Sommer-OL 1996 (Tredjeplads)
Éva Erdős, Andrea Farkas, Beáta Hoffmann, Anikó Kántor, Erzsébet Kocsis, Beatrix Kökény, Eszter Mátéfi, Auguszta Mátyás, Anikó Meksz, Anikó Nagy, Helga Németh, Ildikó Pádár, Beáta Siti, Anna Szántó, Katalin Szilágyi, Beatrix Tóth. Træner: László Laurencz
EM i 1996 (10.-plads)
Beatrix Balogh, Rita Borók, Éva Erdős, Andrea Farkas, Beáta Hoffmann, Klára Kertész, Erzsébet Kocsis, Anita Kulcsár, Eszter Mátéfi, Anikó Meksz, Anikó Nagy, Beáta Siti, Éva Szarka, Gabriella Takács, Beatrix Tóth, Anasztázia Virincsik. Træner: László Laurencz
VM i 1997 (9.-plads)
Beatrix Balogh, Rita Borók, Rita Deli, Éva Erdős, Andrea Farkas, Ágnes Farkas, Anikó Kántor, Fanni Kenyeres, Anita Kulcsár, Anikó Meksz, Helga Németh, Ildikó Pádár, Katalin Pálinger, Zsófia Pásztor, Melinda Szabó, Gabriella Takács. Træner: János Csík
EM i 1998 (Tredjeplads)
Beatrix Balogh, Rita Deli, Ágnes Farkas, Andrea Farkas, Anikó Kántor, Beatrix Kökény, Anita Kulcsár, Anikó Meksz, Anikó Nagy, Helga Németh, Ildikó Pádár, Katalin Pálinger, Krisztina Pigniczki, Judit Simics, Beáta Siti, Gabriella Takács. Træner: Lajos Mocsai
VM i 1999 (5.-plads)
Beatrix Balogh, Nikolett Brigovácz, Rita Deli, Andrea Farkas, Ágnes Farkas, Anikó Kántor, Beatrix Kökény, Anita Kulcsár, Dóra Lőwy, Anikó Nagy, Ildikó Pádár, Katalin Pálinger, Krisztina Pigniczki, Judit Simics, Beáta Siti, Gabriella Takács. Træner: Lajos Mocsai
Sommer-OL 2000 (Andenplads)
Beatrix Balogh, Rita Deli, Ágnes Farkas, Andrea Farkas, Anikó Kántor, Beatrix Kökény, Anita Kulcsár, Dóra Lőwy, Anikó Nagy, Ildikó Pádár, Katalin Pálinger, Krisztina Pigniczki, Bojana Radulovics, Judit Simics, Beáta Siti. Træner: Lajos Mocsai
EM i 2000 (Vandt)
Nikolett Brigovácz, Ágnes Farkas, Anikó Kántor, Gabriella Kindl, Erika Kirsner, Beatrix Kökény, Anita Kulcsár, Krisztina Nagy, Ildikó Pádár, Katalin Pálinger, Zsuzsanna Pálffy, Krisztina Pigniczki, Judit Simics, Beáta Siti, Eszter Siti, Tímea Sugár. Træner: Lajos Mocsai
VM i 2001 (6.-plads)
Beatrix Balogh, Rita Borók, Rita Deli, Andrea Farkas, Ágnes Farkas, Gabriella Kindl, Erika Kirsner, Anita Kulcsár, Ildikó Pádár, Zsuzsanna Pálffy, Katalin Pálinger, Krisztina Pigniczki, Bojana Radulovics, Beáta Siti, Eszter Siti, Tímea Sugár. Træner: Lajos Mocsai
EM i 2002 (5.-plads)
Beatrix Balogh, Ágnes Farkas, Anita Görbicz, Erika Kirsner, Anita Kulcsár, Zsuzsanna Lovász, Ibolya Mehlmann, Helga Németh, Ildikó Pádár, Katalin Pálinger, Krisztina Pigniczki, Eszter Siti, Tímea Sugár, Hortenzia Szrnka, Tímea Tóth, Orsolya Vérten. Træner: Lajos Mocsai
VM i 2003 (Andenplads)
Beáta Bohus, Ágnes Farkas, Bernadett Ferling, Anita Görbicz, Erika Kirsner, Anita Kulcsár, Zsuzsanna Lovász, Ibolya Mehlmann, Katalin Pálinger, Krisztina Pigniczki, Bojana Radulovics, Eszter Siti, Irina Sirina, Tímea Sugár, Hortenzia Szrnka, Tímea Tóth. Træner: Lajos Mocsai
Sommer-OL 2004 (5.-plads)
Beáta Bohus, Ágnes Farkas, Bernadett Ferling, Anita Görbicz, Erika Kirsner, Anita Kulcsár, Zsuzsanna Lovász, Ibolya Mehlmann, Katalin Pálinger, Zsuzsanna Pálffy, Krisztina Pigniczki, Bojana Radulovics, Irina Sirina, Eszter Siti, Tímea Tóth. Træner: Lajos Mocsai
EM i 2004 (Tredjeplads)
Beatrix Balogh, Beáta Bohus, Bernadett Ferling, Anita Görbicz, Gabriella Kindl, Anita Kulcsár, Zsuzsanna Lovász, Ibolya Mehlmann, Ivett Nagy, Katalin Pálinger, Krisztina Pigniczki, Bojana Radulovics, Irina Sirina, Eszter Siti, Gabriella Szűcs, Tímea Tóth. Træner: Szilárd Kiss
VM i 2005 (Tredjeplads)
Beatrix Balogh, Rita Borbás, Bernadett Ferling, Anita Görbicz, Ágnes Hornyák, Fanni Kenyeres, Gabriella Kindl, Mónika Kovacsicz, Ibolya Mehlmann, Cecília Őri, Katalin Pálinger, Eszter Siti, Tímea Sugár, Gabriella Szűcs, Tímea Tóth, Orsolya Vérten. Træner: András Németh
EM i 2006 (5.-plads)
Beatrix Balogh, Rita Borbás, Zsanett Borbély, Bernadett Ferling, Anita Görbicz, Orsolya Herr, Ágnes Hornyák, Erika Kirsner, Mónika Kovacsicz, Ibolya Mehlmann, Katalin Pálinger, Eszter Siti, Piroska Szamoránsky, Gabriella Szűcs, Tímea Tóth, Orsolya Vérten. Træner: András Németh
VM i 2007 (8.-plads)
Beatrix Balogh, Rita Borbás, Bernadett Ferling, Anita Görbicz, Orsolya Herr, Ágnes Hornyák, Erika Kirsner, Mónika Kovacsicz, Ibolya Mehlmann, Katalin Pálinger, Piroska Szamoránsky, Gabriella Szűcs, Zita Szucsánszki, Zsuzsanna Tomori, Tímea Tóth, Orsolya Vérten. Træner: András Németh
Sommer-OL 2008 (4.-plads)
Bernadett Bódi, Rita Borbás, Bernadett Ferling, Anita Görbicz, Orsolya Herr, Ágnes Hornyák, Mónika Kovacsicz, Katalin Pálinger, Krisztina Pigniczki, Piroska Szamoránsky, Gabriella Szűcs, Zsuzsanna Tomori, Tímea Tóth, Orsolya Vérten. Træner: János Hajdu
EM i 2008 (8.-plads)
Barbara Balogh, Bernadett Bódi, Anita Bulath, Anita Görbicz, Orsolya Herr, Ágnes Hornyák, Mónika Kovacsicz, Katalin Pálinger, Melinda Pastrovics, Anett Sopronyi, Piroska Szamoránsky, Gabriella Szűcs, Zita Szucsánszki, Zsuzsanna Tomori, Orsolya Vérten, Melinda Vincze. Træner: Vilmos Imre
VM i 2009 (9.-plads)
Bernadett Bódi, Anita Bulath, Orsolya Herr, Gabriella Juhász, Anikó Kovacsics, Adrienn Orbán, Melinda Pastrovics, Valéria Szabó, Klára Szekeres, Zita Szucsánszki, Zsuzsanna Tomori, Katalin Tóth, Tímea Tóth, Ágnes Triffa, Orsolya Vérten, Szandra Zácsik. Træner: Eszter Mátéfi
EM i 2010 (10.-plads)
Szilvia Ábrahám, Bernadett Bódi, Anita Bulath, Orsolya Herr, Anikó Kovacsics, Mónika Kovacsicz, Katalin Pálinger, Anett Sopronyi, Valéria Szabó, Piroska Szamoránsky, Klára Szekeres, Zita Szucsánszki, Bernadett Temes, Zsuzsanna Tomori, Tímea Tóth, Orsolya Vérten, Melinda Vincze. Træner: Eszter Mátéfi
EM i 2012 (Tredjeplads)
Bernadett Bódi, Anita Bulath, Anita Görbicz, Orsolya Herr, Éva Kiss, Kinga Klivinyi, Anikó Kovacsics, Mónika Kovacsicz, Viktória Rédei Soós, Valéria Szabó, Piroska Szamoránsky, Klára Szekeres, Zita Szucsánszki, Zsuzsanna Tomori, Krisztina Triscsuk, Orsolya Vérten, Melinda Vincze. Træner: Karl Erik Bøhn
VM i 2013 (8. plads)
Bernadett Bódi, Anita Bulath, Anita Cifra, Anita Görbicz, Orsolya Herr, Éva Kiss, Anikó Kovacsics, Mónika Kovacsicz, Viktória Rédei Soós, Piroska Szamoránszky, Klára Szekeres, Zita Szucsánszki, Zsuzsanna Tomori, Krisztina Triscsuk, Orsolya Vérten, Melinda Vincze, Szandra Zácsik.
Træner: János Hajdu
EM i 2014 (6. plads)
Blanka Bíró, Bernadett Bódi, Anita Bulath, Ildikó Erdősi, Orsolya Herr, Kinga Klivinyi, Anikó Kovacsics, Mónika Kovacsicz, Szabina Mayer, Rea Mészáros, Szimonetta Planéta, Piroska Szamoránszky, Zita Szucsánszki, Bernadett Temes, Zsuzsanna Tomori, Gabriella Tóth, Krisztina Triscsuk.
Træner: András Németh
VM i 2015 (11. plads)
Blanka Bíró, Bernadett Bódi, Anita Bulath, Ildikó Erdősi, Anita Görbicz, Dóra Hornyák, Éva Kiss, Anikó Kovacsics, Mónika Kovacsicz, Szabina Mayer, Szimonetta Planéta, Piroska Szamoránszky, Klára Szekeres, Zita Szucsánszki, Zsuzsanna Tomori, Krisztina Triscsuk, Szandra Zácsik.
Træner: András Németh
EM i 2016 (12. plads)
Bernadett Bódi, Luca Dombi, Ildikó Erdősi, Anita Görbicz, Dóra Hornyák, Kinga Janurik, Anett Kisfaludy, Éva Kiss, Kinga Klivinyi, Anna Kovács, Viktória Lukács, Rea Mészáros, Szimonetta Planéta, Nadine Schatzl, Klára Szekeres, Melinda Szikora, Krisztina Triscsuk.
Træner: Kim Rasmussen
VM i 2017 (15. plads)
Blanka Bíró, Bernadett Bódi, Anita Görbicz, Noémi Háfra, Kinga Janurik, Anett Kisfaludy, Kinga Klivinyi, Anikó Kovacsics, Anna Kovács, Viktória Lukács, Szabina Mayer, Rea Mészáros, Nadine Schatzl, Klára Szekeres, Szandra Szöllősi-Zácsik, Zita Szucsánszki, Gabriella Tóth.
Træner: Kim Rasmussen
EM i 2018 (8. plads)
Blanka Bíró, Noémi Háfra, Anita Kazai, Éva Kiss, Anikó Kovacsics, Anna Kovács, Rita Lakatos, Viktória Lukács, Rea Mészáros, Adrienn Orbán, Barbara Pálos-Bognár, Szimonetta Planéta, Nadine Schatzl, Laura Szabó, Babett Szalai, Gabriella Tóth, Petra Tóvizi.
Træner: Kim Rasmussen
VM i 2019 (14. plads)
Blanka Bíró, Dorottya Faluvégi, Noémi Háfra, Éva Kiss, Nikolett Kiss, Katrin Klujber, Anikó Kovacsics, Anna Kovács, Viktória Lukács, Gréta Márton, Noémi Pásztor, Nadine Schatzl, Laura Szabó, Zsuzsanna Tomori, Gabriella Tóth, Petra Tóvizi, Ágnes Triffa, Petra Vámos.
Træner: Kim Rasmussen

## Kendte spillere
- Beatrix Balogh
- Anita Görbicz
- Erzsébet Kocsis
- Szabina Mayer
- Noémi Háfra
- Anikó Kovacsics
- Zita Szucsánszki
- Anita Kulcsár
- Katalin Pálinger
- Bojana Radulović
- Marianna Nagy
- Orsolya Herr
- Orsolya Vérten

## Trænere gennem tiden
| Periode   | Træner                      |
| --------- | --------------------------- |
| 1956–1978 | Bódog Török                 |
| 1979–1980 | Mihály Lele                 |
| 1980–1985 | János Csík                  |
| 1986–1987 | Zsolt Barabás               |
| 1988–1989 | István Szabó                |
| 1990–1996 | László Laurencz             |
| 1997      | János Csík                  |
| 1998      | András Németh / Gyula Zsiga |
| 1998–2004 | Lajos Mocsai                |
| 2004      | Szilárd Kiss                |
| 2005–2008 | András Németh               |
| 2008      | János Hajdu                 |
| 2008–2009 | Vilmos Imre                 |
| 2009–2011 | Eszter Mátéfi               |
| 2011–2013 | Karl Erik Bøhn              |
| 2013–2014 | János Hajdu                 |
| 2014–2016 | András Németh               |
| 2016–2016 | Ambros Martín/ Gábor Elek   |
| 2016–2020 | Kim Rasmussen               |
| 2016–2020 | Gábor Danyi/ Gábor Elek     |
| 2021      | Gábor Danyi                 |
| 2021-     | Vladimir Golovin            |